# Western Forest Complex

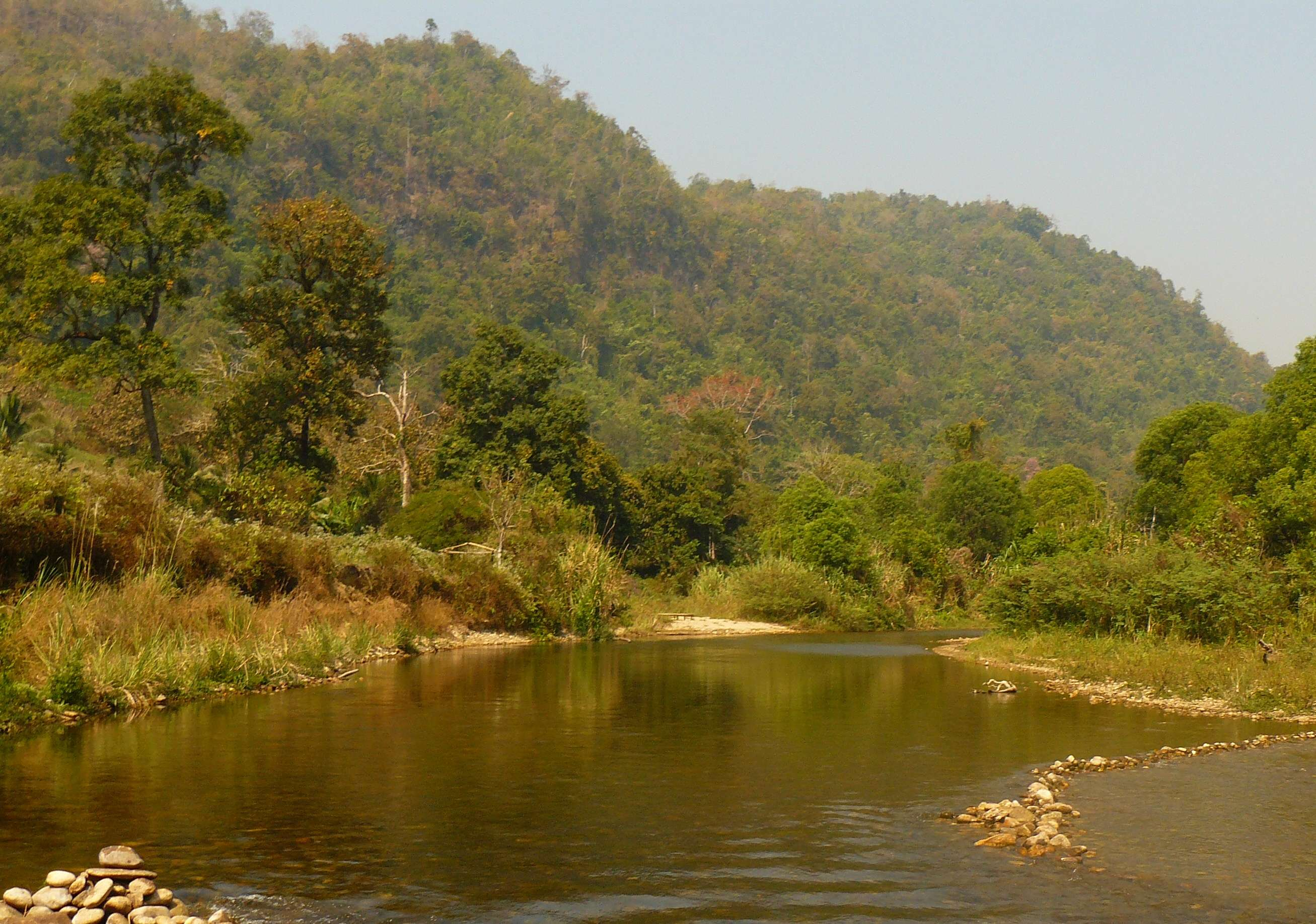
Ramit-Fluss am Südrand des Thung Yai Naresuan Wildreservats im Grenzgebiet zum Khao-Laem-Nationalpark

Der Western Forest Complex ist ein System von miteinander verbundenen Schutzgebieten im Westen Thailands an der Grenze zu Myanmar. Die zwölf Nationalparks und sieben Wildschutzgebiete bilden mit einer Fläche von 18.730 Quadratkilometern eines der größten zusammenhängenden Waldschutzgebiete Südostasiens. Zwei der Schutzgebiete, das Wildschutzgebiet Huai Kha Khaeng und Wildschutzgebiet Thung Yai Naresuan wurden 1991 in die Liste des Weltnaturerbes der UNESCO aufgenommen. Neben Großtieren wie Elefanten, Tigern und Schabrackentapiren beherbergt das Gebiet 153 Säugetierarten, über 400 Vogelarten und zahlreiche Reptilien, Amphibien und Fische. Die vielfältige Landschaft umfasst Tiefland und Gebirge, die Vegetation reicht von Tropischen Regenwäldern bis zu Savannen.
Ökotourismus in dem Komplex wird mit Förderung aus Entwicklungshilfegeldern der tschechischen Regierung vermarktet.
Folgende Schutzgebiete gehören zum Western Forest Complex:
- Wildschutzgebiet Salakpra: In der Nähe der Stadt Kanchanaburi beherbergt das Schutzgebiet etwa 150 wilde Exemplare des Asiatischen Elefanten.
- Wildschutzgebiet Huai Kha Khaeng: Weltnaturerbe, zahlreiche Großtiere, darunter Tiger, Schabrackentapire, Gaure, Bantengs, Asiatische Wildhunde, Asiatische Elefanten (150 bis 200 Exemplare) und die einzige Wasserbüffelherde Thailands (24 bis 40 Exemplare)
- Wildschutzgebiet Thung Yai Naresuan: Weltnaturerbe, umfasst zwei Schutzgebiete (east and west); zahlreiche Großtierarten
- Wildschutzgebiet Khao Sanampriang (101 km²): Relativ kleines Reservat in der Nähe des Khlong Lan Nationalparks.
- Wildschutzgebiet Umphang: Großes Schutzgebiet, das nördlich an das Naturschutzgebiet Thung Yai angrenzt
- Nationalpark Erawan (550 km²)
- Nationalpark Chaloem Rattanakosin (59 km²)
- Nationalpark Sai Yok (500 km²)
- Nationalpark Khuean Srinagarindra (Sri Nakharin) (1532 km²)
- Nationalpark Khlong Lan
- Nationalpark Mae Wong
- Nationalpark Phu Toei
- Nationalpark Khlong Wang Chao
- Nationalpark Khao Laem (1497 km²)
- Nationalpark Thong Pha Pum
- Nationalpark Lam Khlong Ngu

Folgende Schutzgebiete liegen in Thailand südlich isoliert vom nördlichen Reservatskomplex. Sie sind allerdings durch Myanmar über Waldgebiete verbunden:
- Wildschutzgebiet Mae Nam Phachi (500)
- Nationalpark Kaeng Krachan (2915 km²): Größter Nationalpark Thailands; beherbergt 57 Säugetierarten